# Nus et culottés
 (août 2023).
Pour les articles homonymes, voir NUS.
Nus et culottés est une émission de télévision française diffusée depuis le 26 juillet 2012 sur France 5. Nans (Nans Thomassey) et Mouts (Guillaume Mouton, « Guillaume Tisserand-Mouton ») sont au générique depuis l'année 2018. Ils tentent des expériences itinérantes « culottées » en partant « nus » après s'être fixé un objectif en vue de concrétiser un de leurs rêves. Leur but consiste à redonner une image positive du monde et de l'humanité.

## Formule éditoriale

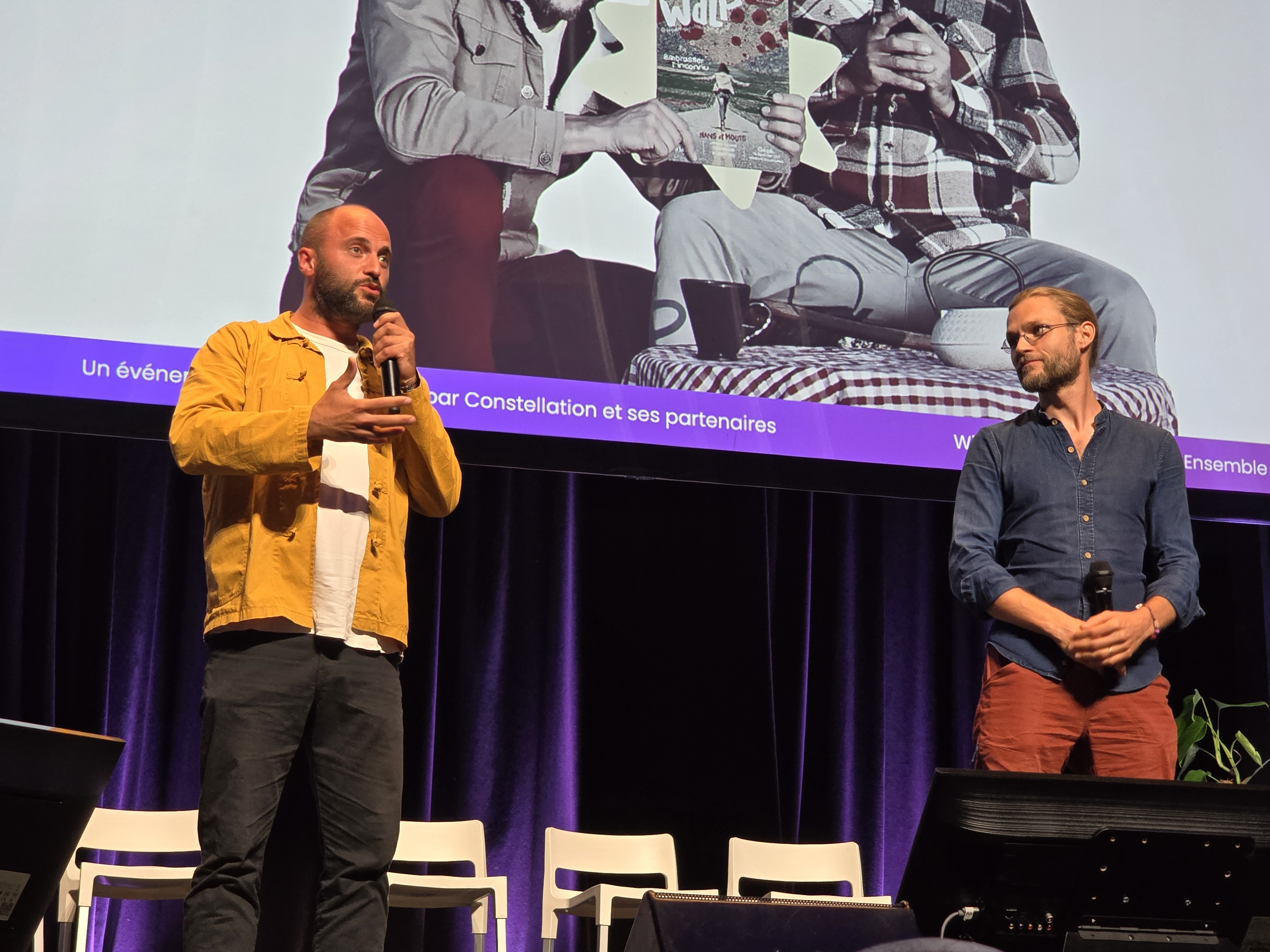
Nans Thomassey et Guillaume Tisserand-Mouton à l'événement Move for Climate! en 2025.

### Principe
Nans (Nans Thomassey) et Mouts (Guillaume Tisserand-Mouton) partent nus et sans argent, équipés d'un baluchon, de trois caméras discrètes et, depuis la saison 7, d'un drone. Grâce au troc, à des services rendus et à la générosité des personnes rencontrées, ils vont trouver vêtements, nourriture, logement et aide pour se déplacer (à pied, vélo, auto-stop en voiture ou avion, caravane, canoë par exemple). Ils vont ainsi partir nus de l'endroit initial et tenter de rejoindre leur objectif à plusieurs centaines de kilomètres afin de réaliser leur quête, comme de prendre le thé chez un lord en Angleterre, de voir une aurore boréale en Islande ou de voler en montgolfière au dessus des volcans d'Auvergne. La 11e saison, diffusée à partir du 10 juillet 2023, propose des épisodes plus longs, passant d'environ 45 à 90 minutes et des quêtes davantage tournées vers « une écologie humaine et relationnelle ».

### Émissions diffusées
Les tableaux suivants donnent les premières diffusions de chaque émission en France. Plusieurs rediffusions ont lieu par la suite.
Légende :
- Les plus hauts chiffres d'audience
- Les plus bas chiffres d'audience

#### Saison 1
Une série de six émissions a été commandée par la maison de production Bonne Pioche après avoir vu une première expérience filmée par ces deux jeunes ingénieurs en Génie Civil (INSA de Toulouse). Leurs périples ont été filmés au cours de l'année 2011.
| Saison 1 | Saison 1            | Saison 1            | Saison 1        | Saison 1        | Saison 1                                             | Saison 1 |
| Épisode  | Titre               | Diffusion en France | Téléspectateurs | Part d'audience | Quête                                                |          |
| -------- | ------------------- | ------------------- | --------------- | --------------- | ---------------------------------------------------- | -------- |
| 1        | Objectif Hollande   | 26 juillet 2012     | 667 000         | 3,5 %           | Rejoindre la Hollande en tandem.                     |          |
| 2        | Objectif Alpes      | 2 août 2012         | 666 000         | 3,1 %           | Faire un bonhomme de neige au sommet d’un pic alpin. |          |
| 3        | Objectif Angleterre | 9 août 2012         | 431 000         | 2,2 %           | Boire un thé avec un Lord.                           |          |
| 4        | Objectif Corse      | 16 août 2012        | 573 000         | 3,0 %           | Faire du parapente.                                  |          |
| 5        | Objectif Auvergne   | 23 août 2012        | 642 000         | 3,2 %           | Voler en montgolfière.                               |          |
| 6        | Objectif Maroc      | 30 août 2012        | 638 000         | 2,6 %           | Aller dans une oasis.                                |          |

#### Saison 2
| Saison 2 | Saison 2           | Saison 2            | Saison 2        | Saison 2        | Saison 2                                           | Saison 2 |
| Épisode  | Titre              | Diffusion en France | Téléspectateurs | Part d'audience | Quête                                              |          |
| -------- | ------------------ | ------------------- | --------------- | --------------- | -------------------------------------------------- | -------- |
| 1        | Objectif Belgique  | 25 juillet 2013     | 609 000         | 3,1 %           | Manger un chocolat avec le roi des Belges.         |          |
| 2        | Objectif Islande   | 1er août 2013       | 555 000         | 2,8 %           | Contempler les aurores boréales en Islande.        |          |
| 3        | Objectif Sardaigne | 8 août 2013         | 606 000         | 3,0 %           | Peindre une fresque sur la grande île italienne.   |          |
| 4        | Objectif Pyrénées  | 15 août 2013        | 435 000         | 2,6 %           | Voir un ours sauvage.                              |          |
| 5        | Objectif Bretagne  | 22 août 2013        | 600 000         | 3,0 %           | Rencontrer un druide en Bretagne.                  |          |
| 6        | Objectif Paris     | 29 août 2013        | 601 000         | 2,6 %           | Organiser un bivouac sur les toits de la capitale. |          |

#### Saison 3
| Saison 3 | Saison 3               | Saison 3            | Saison 3        | Saison 3        | Saison 3                              | Saison 3 |
| Épisode  | Titre                  | Diffusion en France | Téléspectateurs | Part d'audience | Quête                                 |          |
| -------- | ---------------------- | ------------------- | --------------- | --------------- | ------------------------------------- | -------- |
| 1        | Objectif Italie        | 4 juin 2015         | 675 000         | 3 %             | Rencontrer une chanteuse d'opéra.     |          |
| 2        | Objectif Mont Aiguille | 11 juin 2015        | 545 000         | 2,3 %           | Faire l'ascension du Mont Aiguille.   |          |
| 3        | Objectif Suisse        | 18 juin 2015        | 665 000         | 2,8 %           | Trouver de l'or en Suisse.            |          |
| 4        | Objectif Écosse        | 25 juin 2015        | 589 000         | 2,7 %           | Passer une nuit dans un manoir hanté. |          |

#### Saison 4
| Saison 4 | Saison 4          | Saison 4            | Saison 4        | Saison 4        | Saison 4                                    | Saison 4 |
| Épisode  | Titre             | Diffusion en France | Téléspectateurs | Part d'audience | Quête                                       |          |
| -------- | ----------------- | ------------------- | --------------- | --------------- | ------------------------------------------- | -------- |
| 1        | Objectif Autriche | 9 août 2016         | 581 000         | 2,8 %           | Dormir dans un igloo.                       |          |
| 2        | Objectif Sicile   | 16 août 2016        | 546 000         | 2,9 %           | Faire griller des chamallows sur un volcan. |          |
| 3        | Objectif Irlande  | 23 août 2016        | 653 000         | 3,1 %           | Trouver un trèfle à 4 feuilles en Irlande.  |          |

#### Saison 5
| Saison 5 | Saison 5           | Saison 5            | Saison 5        | Saison 5        | Saison 5                                                        | Saison 5 |
| Épisode  | Titre              | Diffusion en France | Téléspectateurs | Part d'audience | Quête                                                           |          |
| -------- | ------------------ | ------------------- | --------------- | --------------- | --------------------------------------------------------------- | -------- |
| 1        | Objectif Caraïbes  | 4 juillet 2017      | 651 000         | 3 %             | Rencontrer un vieux pirate.                                     |          |
| 2        | Objectif Ibiza     | 11 juillet 2017     | 903 000         | 4,4 %           | Faire un château de sable sur une île déserte près d'Ibiza.     |          |
| 3        | Objectif Londres   | 18 juillet 2017     | 764 000         | 3,8 %           | Rencontrer un super héros à Londres.                            |          |
| 4        | Objectif Amsterdam | 25 juillet 2017     | 1 131 000       | 5,6 %           | Récupérer une caravane et se faire remorquer jusqu'à Amsterdam. |          |

#### Saison 6
| Saison 6 | Saison 6                         | Saison 6                      | Saison 6        | Saison 6        | Saison 6                                         | Saison 6 |
| Épisode  | Titre                            | Diffusion en France           | Téléspectateurs | Part d'audience | Quête                                            |          |
| -------- | -------------------------------- | ----------------------------- | --------------- | --------------- | ------------------------------------------------ | -------- |
| 1        | Objectif Montréal                | 19 juin 2018                  | 639 000         | 2,9 %           | Rencontrer une grande chanteuse québécoise.      |          |
| 2        | Objectif Québec (lac Saint-Jean) | 10 juillet 2018 (épisode 1/2) | 285 000         | 1 %             | Construire une cabane au bord du lac Saint-Jean. |          |
| 3        | Objectif Québec (lac Saint-Jean) | 17 juillet 2018 (épisode 2/2) | 629 000         | 3 %             | Construire une cabane au bord du lac Saint-Jean. |          |

#### Saison 7
| Saison 7 | Saison 7            | Saison 7            | Saison 7        | Saison 7        | Saison 7                                            | Saison 7 |
| Épisode  | Titre               | Diffusion en France | Téléspectateurs | Part d'audience | Quête                                               |          |
| -------- | ------------------- | ------------------- | --------------- | --------------- | --------------------------------------------------- | -------- |
| 1        | Objectif Norvège    | 19 juin 2019        | 1 060 000       | 5,1 %           | Prendre un bain de minuit dans un fjord             |          |
| 2        | Objectif La Réunion | 26 juin 2019        | 874 000         | 4,4 %           | Enterrer un trésor sur l'île de la Réunion          |          |
| 3        | Objectif Rodrigues  | 3 juillet 2019      | 858 000         | 4,4 %           | Offrir un cadeau aux centenaires de l'île Rodrigues |          |
| 4        | Objectif Danemark   | 10 juillet 2019     | 770 000         | 4,2 %           | Passer une nuit dans un phare                       |          |

#### Saison 8
| Saison 8 | Saison 8                           | Saison 8            | Saison 8        | Saison 8        | Saison 8                                                   | Saison 8 |
| Épisode  | Titre                              | Diffusion en France | Téléspectateurs | Part d'audience | Quête                                                      |          |
| -------- | ---------------------------------- | ------------------- | --------------- | --------------- | ---------------------------------------------------------- | -------- |
| 1        | Savoir dire Merci                  | 13 juillet 2020     | 639 000         | 3,4 %           | Best of des plus beaux moments pour les 10 ans de la série |          |
| 2        | Objectif M                         | 20 juillet 2020     | 776 000         | 3,7 %           | Rencontrer Matthieu Chedid                                 |          |
| 3        | Objectif Vallée d’Ossau            | 27 juillet 2020     | 1 035 000       | 5 %             | Construire un jacuzzi en haut d'une montagne               |          |
| 4        | Pour le meilleur et pour le pire ! | 24 août 2020        | 677 000         | 3,2 %           | Un autre best of une sélection d'épisodes de la série      |          |

#### Saison 9
| Saison 9 | Saison 9                     | Saison 9            | Saison 9        | Saison 9        | Saison 9                                                       | Saison 9 |
| Épisode  | Titre                        | Diffusion en France | Téléspectateurs | Part d'audience | Quête                                                          |          |
| -------- | ---------------------------- | ------------------- | --------------- | --------------- | -------------------------------------------------------------- | -------- |
| 1        | Objectif Île de Ré           | 13 juillet 2021     | 899 000         | 4,5 %           | Réinventer Noël                                                |          |
| 2        | Objectif Corsica             | 20 juillet 2021     | 922 000         | 4,9 %           | Faire de la luge sur une montagne enneigée avec vue sur la mer |          |
| 3        | Objectif Pyrénées-Orientales | 27 juillet 2021     | 968 000         | 4,8 %           | Trouver une grotte pour y dormir                               |          |
| 4        | Objectif Landes              | 3 août 2021         | 1 146 000       | 5,6 %           | Construire un land art géant sur une plage                     |          |

#### Saison 10
| Saison 10 | Saison 10                                                      | Saison 10           | Saison 10       | Saison 10       | Saison 10                                                           | Saison 10 |
| Épisode   | Titre                                                          | Diffusion en France | Téléspectateurs | Part d'audience | Quête                                                               |           |
| --------- | -------------------------------------------------------------- | ------------------- | --------------- | --------------- | ------------------------------------------------------------------- | --------- |
| 1         | La spéciale                                                    | 4 juillet 2022      | 876 000         | 4,6 %           | Découverte des coulisses de l'émission dans le cadre de ses 10 ans. |           |
| 2         | Objectif Hautes-Alpes : prélude pour un glacier (épisode 1/2)  | 11 juillet 2022     | 930 000         | 5,1 %           | Organiser un concert de piano au pied d’un glacier.                 |           |
| 3         | Objectif Hautes-Alpes : concerto pour un glacier (épisode 2/2) | 11 juillet 2022     | 970 000         | 5,6 %           | Organiser un concert de piano au pied d’un glacier.                 |           |
| 4         | Objectif Jura                                                  | 18 juillet 2022     | 938 000         | 5 %             | Construire un sauna à Mouthe.                                       |           |
| 5         | Objectif Manche                                                | 25 juillet 2022     | 1 123 000       | 6 %             | Descendre la Rance en radeau ou en canoë pour rejoindre la mer.     |           |

#### Saison 11
| Saison 11 | Saison 11                       | Saison 11           | Saison 11       | Saison 11       | Saison 11                                              | Saison 11 |
| Épisode   | Titre                           | Diffusion en France | Téléspectateurs | Part d'audience | Quête                                                  |           |
| --------- | ------------------------------- | ------------------- | --------------- | --------------- | ------------------------------------------------------ | --------- |
| 1         | Objectif les volcans d'Auvergne | 10 juillet 2023     | 1 154 000       | 6,6 %           | Organiser un concert de Gospel au sommet d'un volcan.  |           |
| 2         | Objectif Dordogne               | 17 juillet 2023     | 1 171 000       | 6,5 %           | Créer un rassemblement pour célébrer les grands-mères. |           |
| 3         | Objectif Lot                    | 24 juillet 2023     | 1 193 000       | 6,3 %           | Rencontrer un inconnu et l’aider à réaliser son rêve.  |           |

#### Saison 12
| Saison 12 | Saison 12                     | Saison 12           | Saison 12       | Saison 12       | Saison 12                                                       | Saison 12 |
| Épisode   | Titre                         | Diffusion en France | Téléspectateurs | Part d'audience | Quête                                                           |           |
| --------- | ----------------------------- | ------------------- | --------------- | --------------- | --------------------------------------------------------------- | --------- |
| 1         | Objectif les forêts du Morvan | 1er juillet 2024    | 971 000         | 4,7 %           | Rencontrer le grand méchant loup pour lui chanter une berceuse. |           |
| 2         | Objectif mystère              | 8 juillet 2024      | 1 081 000       | 5,8 %           | Aller déposer un trésor dans la Méditerranée.                   |           |

#### Saison 13
| Saison 13 | Saison 13                  | Saison 13           | Saison 13       | Saison 13       | Saison 13 | Saison 13 |
| Épisode   | Titre                      | Diffusion en France | Téléspectateurs | Part d'audience | Quête |           |
| --------- | -------------------------- | ------------------- | --------------- | --------------- | --- | --------- |
| 1         | Objectif Mont Saint-Michel | 27 mai 2025         | 1 568 000       | 8,9 %           | Traverser la France depuis l'île Sainte-Marguerite pour organiser un concert volant au dessus du Mont Saint-Michel. |           |
| 2         | Objectif Salagou           | 9 juillet 2025      | 883 000         | 5,4 %           | Organiser un petit spectacle de danse sur l’eau.                                                                    |           |

### Nues et culottées
À l'été 2025, France 5 décline le concept de l'émission au féminin, avec deux femmes, Louise et Zoé. Trois épisodes sont prévus : en Bretagne, en Provence et dans le Val-de-Loire.
| Saison 1 | Saison 1                    | Saison 1            | Saison 1        | Saison 1        | Saison 1                                                                           | Saison 1 |
| Épisode  | Titre                       | Diffusion en France | Téléspectateurs | Part d'audience | Quête                                                                              |          |
| -------- | --------------------------- | ------------------- | --------------- | --------------- | ---------------------------------------------------------------------------------- | -------- |
| 1        | Objectif île de Sein        | 16 juillet 2025     | 821 000         | 5,1 %           | Faire une sculpture de sable sur l’île de Sein.                                    |          |
| 2        | Objectif Val de Loire       | 23 juillet 2025     | 559 000         | 3,3 %           | Apprendre à faire une cascade avec un cascadeur ou une cascadeuse professionnelle. |          |
| 3        | Objectif Colorado provençal | 30 juillet 2025     | 693 000         | 4,2 %           | Survoler le Colorado provençal.                                                    |          |